# زمان جاسوسی
زمان جاسوسی (به انگلیسی: Spy Time) فیلمی محصول سال ۲۰۱۵ و به کارگردانی خاویر رویز کالدرا است. در این فیلم بازیگرانی همچون ادواردو گومِـس، ایمانوئل آریاس، کیم گوتیه‌رس، کارلوس آرسس، الکساندرا خیمنس، روسی د پالما، امیلیو گوتیه‌رس کابا و برتو رومرو ایفای نقش کرده‌اند.